# ヴートゥー県

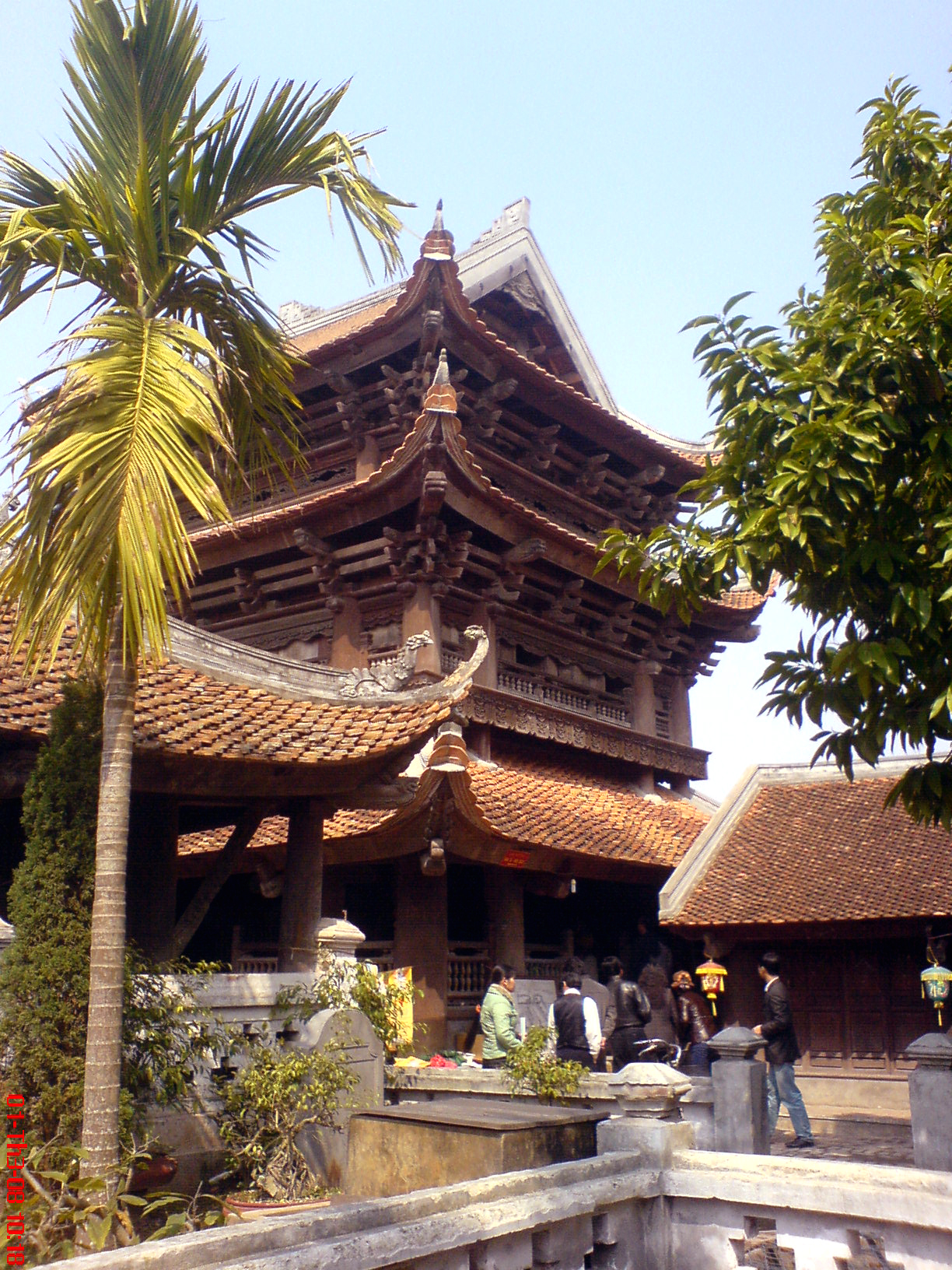

ヴートゥー県（ヴートゥーけん、ベトナム語：Huyện Vũ Thư / 縣武舒? ）は、ベトナムタイビン省の県である。面積は195.2km²、人口は224,832人（2009年）である。

## 行政区画
1市鎮34社を管轄する。